# Željko Drakšić
Željko Drakšić (Duga Resa, 23. kolovoza 1961. – Zagreb, 7. prosinca 2016.), bio je hrvatskikošarkaš te hrvatski i europski košarkaški dužnosnik. Po struci je bio dipl. ing. geodezije. Po rođenju je bio Dugorešanin s karlovačkom adresom.

## Životopis
Rođen je 23. kolovoza 1961. godine. Cijeli je svoj životni i športski vijek proveo u košarci. Bio je igrač, sudac državnog ranga, opunomoćenik u prvoj hrvatskoj košarkaškoj ligi te kontrolor.
U Zagrebu je završio Srednju geodetsku školu. Na Geodetskome fakultetu diplomirao 1987. godine. U rodnoj Dugoj Resi bio je direktor Ureda za katastar u Dugoj Resi, od 1987. do 1999. godine. U rodnoj Dugoj Resi zaigrao košarku. Igrao za mjesni Polet. Prešao potom u Željezničar iz Karlovca za koji je igrao od 1984. do 1988. godine. Nakon igračke aktivirao karijeru košarkaškog suca. Bio je i tajnik Košarkaškog saveza Karlovačke županije.
Obnašao dužnost glavnog tajnika Hrvatskoga košarkaškog saveza od 1999. godine do 2016. godine. Bio je iznimno cijenjen u svjetskim košarkaškim krugovima. FIBA je prepoznala Drakšićev rad, iskustvo i diplomaciju u športskoj aministraciji te je od 2014. bio član Odbora FIBA Europe kao i član komisije za natjecanja FIBA Europe koju je obavljao deset godina.
Pokopan je na groblju Jamdol u Karlovcu.